# Radio Flash (Katowice)
Radio Flash – rozgłośnia radiowa z Gliwic działająca w latach 1992–2005. Przez wiele lat sloganem rozgłośni było „Pierwsze komercyjne radio na Śląsku”. W 2005 roku po fuzji z Radiem 94 z Warszawy radio Flash zostało zastąpione przez Antyradio.

## Historia

### Początki
Rozgłośnia została założona przez Stanisława Sołtysika. Radio rozpoczęło nadawanie 22 grudnia 1992 roku o godzinie 9:00 utworem „Perfect Strangers” grupy Deep Purple. Na początku działalności siedziba znajdowała się w Gliwicach przy ulicy Pszczyńskiej, a radio nadawało na częstotliwości 73,2 MHz oraz 101,85 MHz, radio reklamowało się w nietypowy sposób na śmieciarkach i innych samochodach należących do przedsiębiorstwa oczyszczania miasta hasłem: "Radio Flash - my nie trujemy". Radio otrzymało koncesję z numerem 033/94-R 18 sierpnia 1994 roku, wtedy też zmienione zostały częstotliwości na 72,2 MHz oraz 106,4 MHz.

### Czasy świetności
W kwietniu 1997 roku siedziba radia została przeniesiona do Katowic na ulicę Zbożową 42b, zasięg radia obejmował województwo katowickie, województwo bielskie, województwo opolskie. Do 1999 roku radio było jedną z najchętniej słuchanych stacji w Górnośląskim Okręgu Przemysłowym. Radio posiadało zróżnicowaną ramówkę, m.in. wieczory tematyczne (np. muzyka rockowa czy archiwum "wi" - muzyka z płyt winylowych) oraz liczne konkursy (np. konkurs walentynkowy, w którym co roku główną nagrodą był Volkswagen Garbus, czy konkurs "Podtrzymujemy Cię na Uchu" w ramach którego mieszkańcy GOP otrzymali ulotki z unikalnymi numerami, w konkursie do wygrania było wiele wycieczek zagranicznych), co pozwalało na dotarcie do wielu grup słuchaczy. Na pięciolecie radia wydana została płyta Przybij Piątkę z nagraniami takich zespołów jak Dżem, De Mono, czy Formacja Nieżywych Schabuff, które zostały zarejestrowane na koncertach live w radiu Flash w latach 1993-1997, płyta zawiera również bonus - piosenkę nagraną przez prezenterów Radia Flash pt. "Zbudujmy Arkę".

### Zakończenie działalności
Na skutek rosnącej konkurencji, w szczególności ze strony Radia Karolina (później Złote Przeboje) ad.point postanowił zmienić charakter stacji. W 2001 roku całkowicie zmieniono ramówkę (wskutek tych zmian z radia odeszło wielu prezenterów, m.in. Stanisław Sołtysik i Piotr Baron). We wrześniu 2003 roku w radiu poprowadzona została na żywo audycja trwająca 4 dni i 12 godzin, zostało to odnotowane w księdze rekordów Guinnessa.
Radio zakończyło nadawanie 31 maja 2005 roku, na jego częstotliwościach transmisję programu rozpoczęło Antyradio.